# Cornești (Republica Moldova)
Cornești este un oraș din raionul Ungheni, Republica Moldova.

## Geografie
Orașul Cornești se află în centrul Moldovei, pe Podișul Moldovei Centrale, la o altitudine medie de 314 m. față de nivelul mării.

### Resurse naturale
Suprafața totală a terenurilor or. Cornești este de 624,1 ha, dintre care 467,4 ha sunt terenurile cu destinație agricolă, 151  ha. constituie terenurile intravilane. Pe teritoriul orașului este un lac public cu o suprafață totală de 1,7 ha.

## Istorie
Între anii 1918-1929, 1938-1940 și 1941-1944 avea funcția de reședință a plășii Cornești. În anul 1946 or. Cornești a devenit centru raional și a fost până în anul 1956. Până în anii '90 pe teritoriul or. Cornești au activat peste 40 întreprinderi și organizații.

## Administrație și politică
Componența Consiliului local Cornești (13 consilieri), ales la 5 noiembrie 2023, este următoarea:
|  | Partid                                       | Consilieri | Componență | Componență | Componență | Componență | Componență | Componență | Componență |
|  | -------------------------------------------- | ---------- | ---------- | ---------- | ---------- | ---------- | ---------- | ---------- | ---------- |
|  | Partidul Socialiștilor din Republica Moldova | 7          |            |            |            |            |            |            |            |
|  | Partidul Acțiune și Solidaritate             | 5          |            |            |            |            |            |            |            |
|  | Mișcarea „Respect Moldova”                   | 1          |            |            |            |            |            |            |            |

## Economie
În prezent pe teritoriul orașului activează circa 60 de agenți economici, marea majoritate fiind reprezentați de întreprinderile individuale și cei care lucrează în bază de patent. În ultimii ani a crescut numărul agenților economici, în mod special datorită persoanelor fizice. Cea mai mare parte a agenților economici activează în domeniul comerțului. De asemenea în oraș este o brutărie și 200 gospodării țărănești. În oraș funcționează o piață, 3 unități de alimentare publică, 8 magazine și filiala unei bănci comerciale. Datorită amplasării favorabile, în oraș își desfășoară cu succes activitatea o bază angro.

### Finanțele publice locale
Bugetul pentru anul 2003 a constituit 892,7 mii lei, dintre care taxele locale – 28,4 mii lei, defalcările – 316,8 mii lei și transferurile – 537,2 mii lei sau 70% din veniturile totale.
Cea mai mare pondere în cheltuielile publice locale o constituie educația, pentru care au fost utilizați 660,7 mii lei sau 74% din totalul cheltuielilor. Ponderea mare a cheltuielilor pentru educație și aparatul primăriei denotă faptul că orașul practic nu dispune de resursele necesare dezvoltării infrastructurii locale.

## Infrastructură
Suprafața totală a drumurilor din localitate este de 22 km, din care 6,5 km sunt drumuri de importanță națională.
În or. Cornești locuiesc circa 3.600 persoane, peste 90% sunt moldoveni, restul – ruși, ucraineni și alte naționalități. Populația aptă de muncă constituie circa 2.000 persoane, dintre care sunt ocupați în câmpul muncii 700 persoane, inclusiv 550 în sfera neproductivă, 116 în sfera productivă și 110 în agricultură. Orașul Cornești dispune de 2 instituții preșcolare, un liceu și o școală medie. În școală învață 510 elevi, în liceu 160 elevi, în instituțiile preșcolare sunt circa 100 copii. Pe teritoriul orașului este amplasat un spital de sector cu o capacitate de 70 persoane, un centru al medicilor de familie cu 5 medici. În oraș funcționează 3 farmacii private. Din anul 1956 funcționează Centrul Ftiziopneumologic de Reabilitare pentru copii „Cornești”. Centrul dispune de 100 paturi, este destinat pentru internarea copiilor în vârstă de la 3 la 11 ani din toată republica, bolnavi și contaminați de tuberculoză. Pe parcursul celor circa 50 ani în centru și-au întremat sănătatea peste 17.000 copii. Copiii bolnavi sunt deserviți de un colectiv de 54 medici, asistente medicale, învățători și educatori, etc. Pe teritoriul orașului mai funcționează un club sportiv de karate „Zanshin” care are peste 80 membri. În ultimul timp clubul a participat la diverse competiții naționale și internaționale, membrii lui ocupând la  Campionatul României, zona Moldova locul 3. 
Pe teritoriul orașului și a satului din componența lui se află 2 cămine culturale și 3 biblioteci publice. Cultura orașului este promovată de formația artistică corală „Ilincuța” care activează din 1996 și pe parcursul anilor a participat la mai multe evenimente culturale regionale și naționale. În anul 1999 formația corală „Ilincuța” a fost înregistrată la radioul republican. Din 1979 funcționează școala de Arte „Ion și Doina Aldea-Teodorovici”.

## Personalități

### Născuți în Cornești
- Daniil Ridel (1884–1933), diplomat și ofițer de informații sovietic
- Iurie Pâslaru (n. 1958), actor și regizor de teatru[5]
- Angela Aramă (n. 1963), jurnalistă, publicistă și om politic
- Efim Moțpan (n. 1971), atlet
- Oleg Efrim (n. 1975), jurist și om politic
- Ion Jardan (n. 1990), fotbalist